# 欧宗河畔维尔
欧宗河畔维尔（法語：Villes-sur-Auzon，法語發音：[vil syʁ ozɔ̃]）是法国普罗旺斯-阿尔卑斯-蓝色海岸大区沃克吕兹省的一个市镇，属于卡庞特拉区。

## 地理
欧宗河畔维尔（44°3'28"N, 5°14'1"E）面积27.08 平方千米，位于法国普罗旺斯-阿尔卑斯-蓝色海岸大区沃克吕兹省，该省份为法国东南部内陆省份，北起德龙省，西北接阿尔代什省，西接加尔省，南至罗讷河口省，东南角与瓦尔省接壤，东临上普罗旺斯阿尔卑斯省。
与欧宗河畔维尔接壤的市镇（或旧市镇、城区）包括：布洛瓦克、弗拉桑、莫尼约、莫尔穆瓦龙。

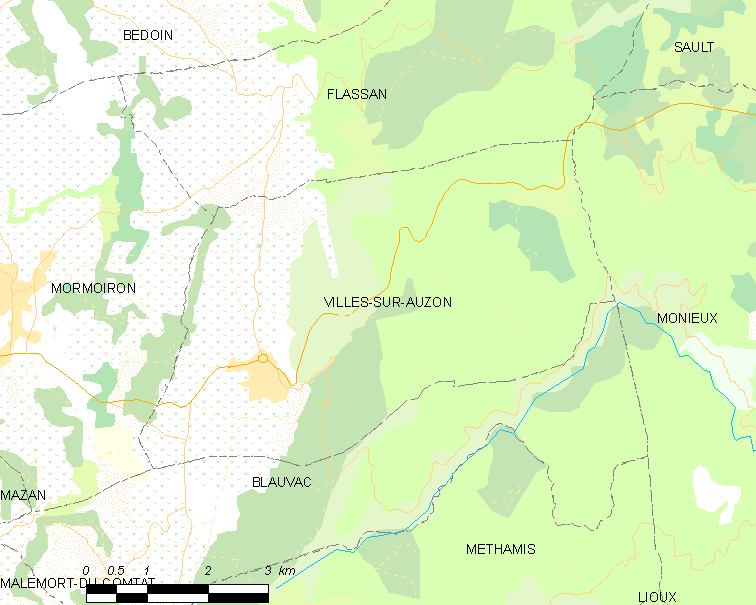
欧宗河畔维尔的OSM定位图

欧宗河畔维尔的时区为UTC+01:00、UTC+02:00（夏令时）。

## 行政
欧宗河畔维尔的邮政编码为84570，INSEE市镇编码为84148。

## 政治
欧宗河畔维尔所属的省级选区为佩尔讷莱方丹县。

## 人口

1962-2008年间欧宗河畔维尔人口变化图示

欧宗河畔维尔于2022年1月1日时的人口数量为1292人。